# Агиос Николаос (дем Негуш)
Агиос Николаос (на гръцки: Άγιος Νικόλαος, Агиос Николаос) е туристически център в Гърция, броен като отделно селище в дем Негуш на област Централна Македония.

## География
Центърът е разположен на няколко километра западно от Негуш, нагоре по течението на река Арапица (Αράπιτσα) в източното подножие на планината Каракамен (Негуш планина или Дурла, на гръцки Вермио).
| Година    | 1913 | 1920 | 1928 | 1940 | 1951 | 1961 | 1971 | 1981 | 1991 | 2001 | 2011 | 2021 |
| --------- | ---- | ---- | ---- | ---- | ---- | ---- | ---- | ---- | ---- | ---- | ---- | ---- |
| Население |      |      |      |      |      |      |      |      | 217  | 161  | 213  | 102  |